# Kakabekia
Kakabekia (лат.)   — род микроорганизмов неясного систематического положения. Первый обнаруженный вид — Kakabekia umbellata был описан из палеопротерозойских отложений Ганфлинтского кремния , возрастом около 1.88 млрд лет. В 1966 году в Уэльсе описан современный вид Kakabekia barghoorniana, который позже также был найден по всему миру, в основном на высотах от одного до двух километров. Из-за хронологического разрыва в почти два миллиарда лет, Kakabekia был назван "самым старым живым ископаемым".